# Champsanglard
Champsanglard – miejscowość i gmina we Francji, w regionie Nowa Akwitania, w departamencie Creuse.
Według danych na rok 2009 gminę zamieszkiwało 228 osób, a gęstość zaludnienia wynosiła 16,7 osób/km².